# Schwannomatose
 Mise en garde médicale
La  schwannomatose, ou neurofibromatose de type III, est une des formes des maladies génétiques appelées « neurofibromatoses » (NF) qui a été reconnue seulement récemment. Décrite à l'origine sur des patients japonais, il s'agit de multiples schwannomes cutanés, de tumeurs du système nerveux central et d'autres complications neurologiques, excluant les signes typiques des NF. C'est une maladie rare, affectant seulement autour de 1 personne sur 40 000.
Les schwannomes sont, pour la plupart, des tumeurs bénignes qui apparaissent couramment chez des personnes atteintes de NF2 et de schwannomatose (parfois appelées neurofibromatose de type III).
Les cellules de Schwann sont des cellules gliales qui myélinisent les axones des cellules nerveuses.
La myéline est une couche de lipide accélérant la conduction des impulsions nerveuses. Quand les cellules de Schwann prolifèrent hors de contrôle dans une encapsulation, on parle de schwannome.
Bien que les schwannomes soient bénins, ils deviennent invalidants lorsque la tumeur, en grossissant, comprime le nerf.
Les schwannomes sur les nerfs sensitifs causent des douleurs chroniques sévères.
Les traitements possibles sont : la chirurgie pour les extraire, les irradiations, le cyberknife ou l'énucléation intracapsulaire.
Les désignations précédentes pour les schwannomes incluent les neurinomes et les neurilemmomes.

## Diagnostic

### Prénatal
La schwannomatose ne peut pas être diagnostiquée prénatalement ou dans l'embryon, car le gène n'a pas encore été identifié,.

### Postnatal
Ferner et al. donnent les critères de diagnostic suivants pour la schwannomatose :
- Certain
  - Âge>30 ans et >=2 schwannomes non sous-cutanés, au moins un avec confirmation histologique et pas de présence de tumeur vestibulaire sur IRM et pas de mutation NF connue, ou
  - Un schwannome non vestibulaire et un parent de premier degré avec une schwannomatose
- Possible
  - Âge<30 et >=2 schwannomes non sous-cutanés, au moins un avec confirmation histologique et pas de présence de tumeur vestibulaire sur IRM et pas de mutation NF connue, ou
  - Âge >45 et >=2 schwannome non sous-cutanés, au moins un avec confirmation histologique et pas de symptôme de dysfonctionnement du 8e nerf et pas de NF2, ou
  - Schwannome non vestibulaire et parent de 1er degré avec schwannomatose
- Segmentaire
  - Diagnostiqué comme certain ou possible mais limité à un membre ou ≤5 segments continus de la colonne vertébrale

#### Autre groupe de critères
- 2  schwannomes ou + cutanés
- Pas de présence de tumeur vestibulaire
- Pas de mutation NF2 connue

ou
- Un schwannome non vestibulaire confirmé pathologiquement et un parent de premier degré qui remplit les critères ci-dessus

## Pronostic
Beaucoup de symptômes de la schwannomatose coïncident avec la NF2 
- Schwannomes apparaissant à la place de neurofibromes qui sont les signes de la neurofibromatose de type 1 NF1
- Multiples schwannomes se manifestant dans tout le corps ou dans des régions isolées.
- Les schwannomes se développent sur les nerfs crâniens, spinaux et périphériques [7]
- Douleurs chroniques et parfois engourdissements, picotements et faiblesses
- À peu près un tiers des patients ont une schwannomatose segmentaire, ce qui signifie que les schwannomes sont limités à une partie du corps, comme un bras, une jambe, ou la colonne[8].

- Il y a plusieurs cas où des patients atteints de schwannomatose ont développé un schwannome vestibulaire (neurinome acoustique). Un neurinome acoustique est un schwannome sur le nerf vestibulaire dans le cerveau. Ce nerf est impliqué dans l'ouïe et les patients avec des schwannomes vestibulaires ont des pertes de l'audition. Cependant, les schwannomes vestibulaires bilatéraux (des deux côtés du cerveau) n'apparaissent pas dans la schwannomatose. Les tumeurs vestibulaires juvéniles n'apparaissent pas non plus dans la schwannomatose[9].
- Les patients atteints de schwannomatose n'ont pas de troubles d'apprentissage liés à la maladie.
- Les symptômes sont parfois provoqués par des changements hormonaux tels que la puberté ou la grossesse.

## Traitement
- Les patients atteints de schwannomatose représentent entre 2,4 % et 5 % des patients subissant une résection de leurs schwannomes [10]
- Dans des régions isolées du corps, les schwannomes sont petits et difficiles à localiser. L’échographie préopératoire offre une assistance inestimable dans ces cas en localisant de petits schwannomes et en réduisant le temps et l'étendue de l'incision chirurgicale[11].
- Quand c'est possible, les schwannomes peuvent être chirurgicalement retirés. Toute douleur associée à une tumeur disparaît habituellement après le retrait de la tumeur. Les nerfs endommagés et les cicatrices peuvent être le résultat d'une chirurgie et la douleur peut être un problème persistant.
- Parfois une tumeur réapparaîtra au même endroit après une chirurgie.
- Si la chirurgie est impossible, la prise en charge de la douleur doit être envisagée. La schwannomatose peut causer des douleurs sévères et intraitables avec le temps.
- À part la chirurgie, avec prise en charge subséquente de la douleur, il n'existe pas d'autre traitement ni aucun médicament pour traiter la maladie.
- La radiochirurgie Gamma Knife peut être réalisée sur des tumeurs de la tête pour aider à stopper la croissance d'une tumeur bien qu'il n'y ait aucune garantie que cela réussisse. L'Université de Pittsburgh a fait une étude sur plus de 829 cas et a rapporté que 97 % des patients ont bénéficié d'un contrôle tumoral à long terme (défini par l'absence de traitement supplémentaire nécessaire) grâce à la radiochirurgie Gamma Knife[12].
- Récemment, de nombreuses avancées ont été faites dans le traitement des schwannomes. L'une d'elles est le CyberKnife, fabriqué par Accuray. Le taux de réussite, bien que les données soient limitées, semble être de l'ordre de 90%.
- Comme la plupart des schwannomes sont bénins, beaucoup de docteurs prendront l'approche «  attendre et voir » et laisseront les tumeurs tranquilles avant qu'elles ne commencent à causer des effets secondaires douloureux. Les patients atteints de schwannomatose présentent de multiples tumeurs et les risques d'avoir de multiples chirurgies dépassent les bénéfices escomptés[3].

## Étiologie
Le gêne candidat pour la schwannomatose, appelé SMARCB1, est un gène suppresseur de tumeurs qui régule le cycle de la cellule, sa croissance et sa différenciation. Une mutation inhibitrice de la lignée germinale sur l'exon 1 sur le gène suppresseur de tumeur SMARCB1 a été rapporté sur des patients atteints de schwannomatose. Il est localisé sur le chromosome 22 à courte distance du gène NF2. Toutefois, les analyses moléculaires du gène NF2 chez des patients atteints de schwannomatose ont montré la présence de mutations inhibitrices dans les cellules tumorales, mais pas de preuves de mutations de la lignée germinale chez des patients atteints de NF2.
Un mécanisme impliquant à la fois les gènes SMARCB1 et NF2 pourrait être responsable du développement de la maladie car les analyses tumorales des schwannomes indiquent la présence de mutations inhibitrices à la fois sur les gènes SMARCB1 et NF2.
Toutefois, certaines hypothèses suggèrent dans la plupart des cas l'implication d'un ou de plusieurs gènes non identifiés de la schwannomatose. C'est ainsi qu'une étude n'a pas trouvé de mutations germinales sur le gène SMARCB1 dans des cas de schwannomatoses familiales. Certains patients n'ont pas de mutations sur les gènes SMARCB1 ou NF2. De plus, beaucoup de patients montrent une mosaïque somatique dans les mutations des gènes SMARCB1 et NF2, ce qui signifie que des cellules somatiques ont la mutation et d'autres non. Enfin, la genèse tumorale des schwannomes ne dépend pas seulement d'un locus génétique isolé. En ce qui concerne les gènes SMARCB1 et NF2, il est important de comprendre les mutations constitutionnelles et les mutations somatiques. Les mutations constitutionnelles sont les premiers événements inhibiteurs qui sont souvent de petites mutations, telles des mutations ponctuelles et des insertions/suppressions d'une seule paire de bases. Les mutations somatiques sont des mutations secondaires qui surviennent et peuvent être aussi de petites mutations ou la perte de l'allèle restante du gène. Les schwannomes d'un patient partagent les mêmes mutations constitutionnelles mais peuvent présenter des mutations somatiques distinctes. De plus, les mutations constitutionnelles peuvent être présentes dans des cellules saines.
SMARCB1 est aussi connu sous le nom de INI1, hSNF5, ou BAF47. SMARCB1 est muté dans d'autres types de tumeurs tels que des tumeurs malignes du cerveau et du rein chez l'enfant. Il semblerait que les mutations hétérozygotes dans le gène SMARCB1 ont un risque élevé de développer une tumeur maligne du rein tôt dans l'enfance mais si l'enfant survit jusqu'à l'âge adulte, il sera prédisposé au développement de schwannomes. Un patient atteint de schwannomatose aura une mutation dans l'exon 2 du gène SMARCB1. Un autre patient montrera une nouvelle suppression de la lignée germinale du SMARCB1, car la plupart des mutations de SMARCB1 sont ponctuelles ou décalantes (déphasages). Chez ce patient, l'analyse génétique des différents schwannomes indiquera l'inactivation à la fois des gènes SMARCB1 et NF2. La schwannomatose est connue pour être une maladie génétique, toutefois les cas familiaux sont inexplicablement rares.